# Movement for Multiparty Democracy
De Movement for Multiparty Democracy (Nederlands: Beweging voor Meerpartijendemocratie) is een politieke partij in Zambia die van 1991 tot 2001 beschikte over een absolute meerderheid in de Nationale Vergadering en tot 2011 leverde de MMD de president van het land. Gedurende twintig jaar was de MMD de belangrijkste regeringspartij.

## Geschiedenis
De MMD werd op 20 juli 1990 opgericht door pro-democratie activisten wier belangrijkste programmapunt was de opheffing van de eenpartijstaat onder de UNIP van president Kenneth Kaunda en de instelling van een meerpartijenstelsel. De oprichters waren grotendeels academici, maar onder hen was ook de charismatische vakbondsleider Frederick Chiluba, die een grote schare volgelingen achter zich wist te krijgen, waaronder veel vakbondsleden. In 1991 werd Zambia een democratie naar westers model met een meerpartijenstelsel en werden er dat jaar ook voor het eerst in meer dan vijfentwintig jaar vrije presidentsverkiezingen gehouden die werden gewonnen door Chiluba 80% van de stemmen. Bij de gelijktijdig gehouden parlementsverkiezingen behaalde de MMD 126 van de 150 zetels, een absolute meerderheid.
De MMD bepleitte in haar verkiezingsprogramma uitgebreide economische hervormingen, waaronder het inperken van de publieke sector, privatisering van de staatsbedrijven en een aantrekkelijk ondernemersklimaat (o.a. voor buitenlandse investeerders). De partij voegde de daad bij het woord en in de jaren dat de partij aan de macht was volgde een strenge bezuinigingspolitiek en werd de publieke sector volledig ingeperkt. De armoede nam door dit beleid verder toe. Chiluba en zijn MMD begonnen autoritaire trekjes te vertonen, hetgeen uitmondde in tal van partijsplitsingen. In aanloop naar de verkiezingen van 1996 werd de grondwet gewijzigd waardoor het voor de oppositie moeilijker werd om mee te doen aan de verkiezingen. In mei 1996 verkreeg de partij 131 van de 150 zetels in het parlement en werd Chiluba met bijna 73% van de stemmen als president herkozen.
In 2001 probeerde Chiluba de grondwet te wijzigen zodat het voor hem mogelijk zou worden om nog een derde keer mee te kunnen doen aan de presidentsverkiezingen. Dit ging veel partijleden te ver en zij scheidden zich van de MMD af, waardoor de partij haar absolute meerderheid verloor en het onmogelijk bleek voor de president om de grondwet te wijzigen. Bij de verkiezingen van dat jaar werd de MMD met 69 zetels nipt de grootste partij. Levy Mwanawasa, presidentskandidaat namens de MMD, werd met 27% van de stemmen gekozen tot het nieuwe staatshoofd van Zambia. In 2006 werd Mwanawasa herkozen en behaalde partij een winst van drie zetels ten opzichte van 2001. Bij de presidentsverkiezingen van 2008, die werden gehouden na het onverwachte overlijden van Mwanawasa, werd vicepresident en partijlid Rupiah Banda gekozen tot president van het land. Hij werd bij de verkiezingen van 2011 verslagen door Michael Sata van het Patriotic Front. Sinds dat jaar is het Patriotic Front ook de grootste partij van het land en brokkelt de MMD verder af. In 2016 behaalde de partij nog maar drie zetels.
Pastor Nevers Mumba is sinds 2012 de voorzitter van de MMD.

## Ideologie
De MMD wortelt in de sociaaldemocratie, maar heeft in de jaren dat zij aan de macht was een sterk neoliberaal economisch beleid gevoerd. Op sociaal-ethisch vlak is de partij, en dat geldt voor de meeste partijen in Zambia, behoudend. Chiluba en de MMD lieten in de nieuwe grondwet van 1991 opnemen dat Zambia een christelijke staat is.

## Zetelverdeling
| Zetelverdeling Nationale Vergadering | Zetelverdeling Nationale Vergadering | Zetelverdeling Nationale Vergadering | Zetelverdeling Nationale Vergadering |
| jaar                                 | %                                    | zetels                               | totaal                               |
| ------------------------------------ | ------------------------------------ | ------------------------------------ | ------------------------------------ |
| 1991                                 | 74                                   | 125                                  | 159                                  |
| 1996                                 | 61                                   | 131                                  | 159                                  |
| 2001                                 | 28                                   | 69                                   | 159                                  |
| 2006                                 | 39                                   | 72                                   | 159                                  |
| 2011                                 | 33                                   | 55                                   | 159                                  |
| 2016                                 | 3                                    | 3                                    | 167                                  |